# Сусляков, Николай Леонтьевич
Николай Леонтьевич Сусляков (1921—1995) — советский хозяйственный, государственный и политический деятель, Герой Социалистического Труда.

## Биография
Родился в 1921 году в городе Сердобск. Член КПСС.
С 1936 года — на хозяйственной, общественной и политической работе. В 1936—1981 гг. — ученик слесаря, слесарь, бригадир производственной бригады на заводе № 2 имени К. О. Киркижа Наркомата вооружения СССР, участник Великой Отечественной войны, командир отделения комендантского взвода 2-й танковой бригады, бригадир производственной бригады, литейщик завода имени В. А. Дегтярёва Министерства оборонной промышленности СССР в Коврове Владимирской области.
Указом Президиума Верховного Совета СССР от 11 января 1974 года присвоено звание Героя Социалистического Труда с вручением ордена Ленина и золотой медали «Серп и Молот».
Умер в Коврове в 1995 году.